# 第14ヘリコプター機雷掃海飛行隊 (アメリカ海軍)
第14ヘリコプター機雷掃海飛行隊（だい14ヘリコプターきらいそうかいひこうたい、英:  Helicopter Mine Countermeasures Squadron 14、略称：HM-14）は、アメリカ海軍大西洋艦隊ヘリコプター海洋戦闘航空団隷下の機雷掃海部隊。愛称はヴァンガード（英: Vangurd）。バージニア州ノーフォーク海軍基地に所在し、掃海ヘリコプターとしてMH-53Eを運用する。また、第15ヘリコプター機雷掃海飛行隊のシスタースコードロンになっている。

## 歴代運用機

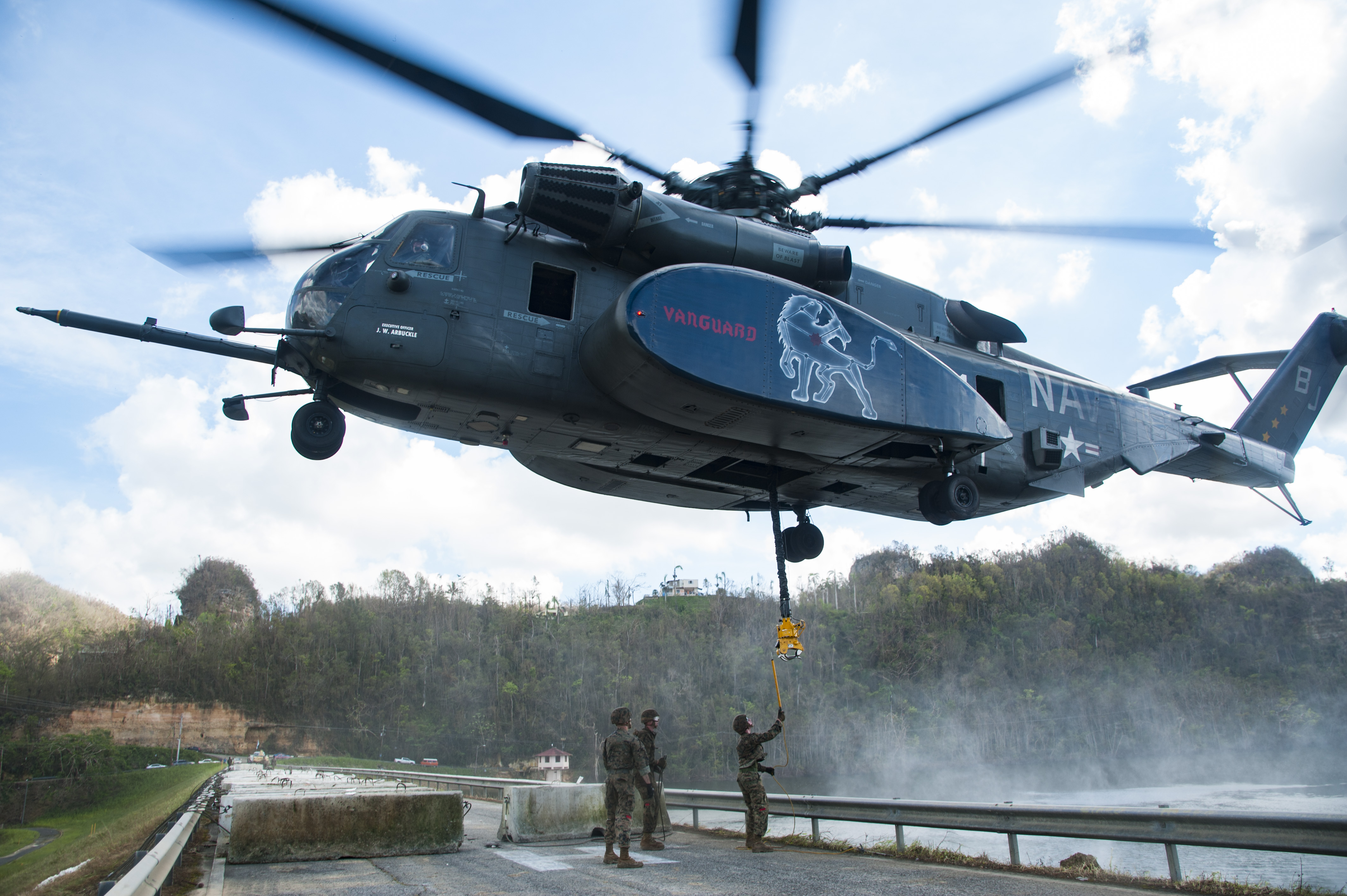
第14ヘリコプター機雷掃海飛行隊のMH-53E

- 掃海ヘリコプター
  - MH-53E（1978年 - ）